# Artivismo

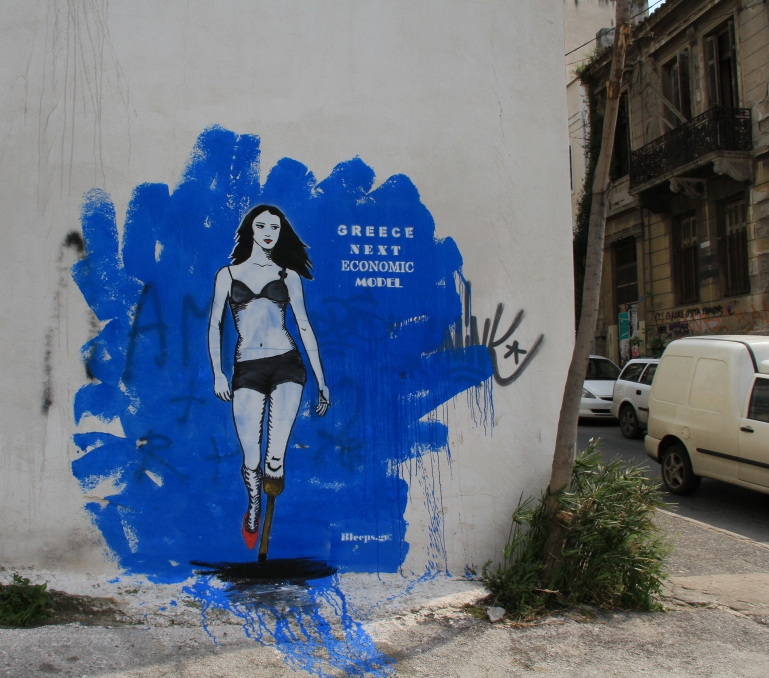
Muestra de arte activista

El artivismo es un neologismo, derivado de la combinación de las palabras "activista" y "artista", con el significado de "arte con un contenido social explícito". Fue utilizado por primera vez en 1997, tras un encuentro entre el grupo de chicanos y chicanas Big Frente Zapatista y miembros del EZLN.
El artivismo se ha desarrollado en los años recientes al mismo tiempo que las protestas en contra de la globalización y los conflictos armados emergieron y proliferaron. En muchos de los casos los artivistas tratan de empujar agendas políticas a través del arte. De todas maneras este no es arte político como se ha visto anteriormente, en el sentido de trabajos artísticos con tendencia política. El artivista se encuentra involucrado muchas veces en arte callejero o arte urbano, manifestándose en contra de la publicidad (adbasting - subvertising) y la sociedad de consumo.  El Artivismo se encuentra también en el área educativa como nueva forma de compromiso social mediante la innovación y creación artística, según el estudio entre dos universidades: la Universidad de Nottingham Trent y la Universidad Complutense de Madrid, con la colaboración de otras entidades culturales como la francesa Élan Interculturel (Francia) y Artemiszio (Hungría). El análisis recoge algunas de las principales experiencias en artivismo mediante diversas técnicas y experiencias en talleres– para de esta manera reflexionar finalmente sobre la utilidad del artivismo como nuevo lenguaje social y como herramienta educativa, capaz de romper los roles tradicionales de la comunicación social.
En algunos casos, como en París del 2003, artivistas fueron arrestados en responsabilidad por actos de arte político que culminaron con la destrucción de propiedades. Un típico objetivo a corto plazo para activistas es reclamar espacios públicos, especialmente subvirtiendo o destrozando publicidades en el ámbito urbano o sistemas de transportes de ciudad, también podemos encontrar artivistas comprometidos en diferentes medios de comunicación como Internet y no solo por acciones que podrían ser descritas como hacktivismo.

## Antecedentes
El cuadro Guernica, pintado por Pablo Picasso en 1937, podría considerarse un antecedente. La obra daba a conocer a la sociedad el bombardeo a la ciudad de Guernica durante la Guerra Civil Española. Se utilizaba el arte como plataforma para hacer una crítica a los horrores vividos durante el conflicto bélico.
El Vagón de tercera de Honoré Daumier, pintado entre 1862 y 1864 es otro ejemplo. En esta obra el artista realista muestra un vagón de tren de tercera clase, de esta forma utiliza el arte para hacer protagonistas a las clases más desfavorecidas. Denuncia la situación de alienación en que se encuentran apilándolos en el tren. Además se puede ver cómo a pesar de estar todos juntos no hay ningún tipo de contacto entre ellos, ni siquiera visual, potenciando así la idea de la alienación.

## Características
Durante el siglo XX varios artistas se hicieron eco de la importancia de incidir en la vida a través del arte. Una forma de hacerlo era mediante el activismo, expresar a través del arte aquello que no funcionaba bien. El arte como plataforma de denuncia de injusticias. Para ello no hacía falta ser artista, el arte se ponía al servicio de todos, se fusionaba con la vida. 

### Objetivos
El académico Stephen Duncombe, en una revisión de la literatura académica sobre el artivismo, señaló que los artivistas le asignan diferentes sentidos y motivaciones a sus obras. Allí, Duncombe menciona que los artivistas pueden buscar crear diálogo, construir comunidad, crear espacios, invitar a la participación, transformar el ambiente y las experiencias, revelar la realidad, alterar la percepción, crear disrupción, inspirar, proveer utilidad, generar una expresión política, promover la experimentación. También, añadió la posibilidad de que a los artivistas les motive precisamente la inutilidad la intervención, es decir, que no hagan nada al crear intervenciones artivistas.

## Obras

### 7000 robles
7000 robles es una obra de Joseph Beuys del 1982. Beuys hizo colocar una enorme pila de 7000 bloques de roca de basalto frente la entrada del museo Fridericianum, donde se realizaba la séptima versión de Documenta, una muestra de arte contemporáneo celebrada cada 5 años en Kassel, Alemania. Las rocas solo se podían mover a otro lugar de la ciudad si se plantaba un roble al lado de cada una de ellas. Por lo tanto, hasta que no se llegase hasta los 7000 robles plantados por toda Kassel no se podría desmontar la acumulación de piedras. De esta forma se ponía el arte al servicio de la sociedad en un acto de activismo ecológico. Además, se utiliza la ciudad como espacio de reivindicación, una de las mayores características del artivismo. La acción acabó cinco años después, cuando el artista ya había fallecido y cambió para siempre el paisaje de Kassel.

### Otras obras destacadas
- Coca Cola Vase, Ai Weiwei
- El obrero sonriente, Jim Dine
- Loving care, Janine Antoni
- No soy tu chiste, Daniel Arzola
- Overcome Party Dictatorship Now, Joseph Beuys